# زبان‌های آستوری-لئونی
زبان‌های آستوری-لئونی شاخه‌ای از زبان‌های رومی رایج در شبه جزیره ایبری هستند که از دسته زبان‌های ایبریایی-رومی بشمار رفته و در حدود سیصد الی چهارصد و پنجاه هزار تن گویشور در کشورهای اسپانیا و پرتغال دارند. تا سال ۱۹۰۶ این زبان‌های شاخه ای از زبان اسپانیایی محسوب می‌شدند اما در آن سال رامون منندز پیدال نشان داد که این زبان‌ها به زبان لاتین بازمی‌گردند. زبان‌های آستوری لئونی شامل زبان می‌راندی، زبان آستوریایی و زبان لئونی می‌شوند. زبان می‌راندی در پرتغال به عنوان یکی از زبان‌های رسمی شناخته شده‌است.